# 霍夫里诺区
霍夫里诺区（俄語：район Ховрино）是莫斯科北行政区的一区，面积5.73平方公里，人口96,233人。两个地铁站霍夫里诺站和白海站及一座国际汽车站北门汽车站位于该区内。